# Макаровская (Костромская область)
 Макаровская — деревня в Павинском районе Костромской области. Входит в состав Петропавловского сельского поселения

## География
Находится в северо-восточной части Костромской области на расстоянии приблизительно 14 км на восток по прямой от села Павино, административного центра района.

## История
В XIX веке деревня находилась на территории Никольского уезда Вологодской губернии. В 1859 году здесь было учтено 5 дворов.

## Население
Численность постоянного населения составляла 29 человек (1859), 9 в 2002 году (русские 100 %), 0 в 2022.